# La famille Morallès
La Famille Morallès - Le Cirque Autrement, est un cirque français itinérant qui se situe entre le cirque traditionnel et le cirque contemporain. La Famille Morallès est issue du Cirque Morallès.

## Description
Dans une période où l’on attribue une étiquette au cirque, La Famille Morallès se situe entre le cirque de tradition (par son expérience, son esprit de famille, et aussi par le respect de celle-ci) et le cirque contemporain (par son ouverture vers d’autres formes d’arts, notamment le jeu d’acteur, l’intégration musicale, etc.).

## Créations
- 1995 - 2000 : Nuit Gitane

- 2001 - 2005 : On choisit pas sa famille

- 2006 - 2010 : Michto

- 2011- 2014 : Andiamo

- 2014- 2017 : IN GINO VERITAS
- Création 2018 : Qui sommes nous-je ?